# Nigina Abduraimova
Nigina Abduraimova (Tasjkent, 7 juli 1994) is een tennisspeelster uit Oezbekistan. Abduraimova begon met tennis toen zij negen jaar oud was. Haar favoriete ondergrond is gras en hardcourt. Zij speelt rechtshandig en heeft een tweehandige backhand. Zij is actief in het internationale tennis sinds 2008.

## Loopbaan

### Enkelspel
Abduraimova debuteerde in 2008 op het WTA-toernooi van Tasjkent. Zij stond in 2012 voor het eerst in een finale, op het ITF-toernooi van Gaziantep (Turkije) – zij verloor van Russin Margarita Lazareva. In 2013 veroverde Abduraimova haar eerste titel, op het ITF-toernooi van Fergana (Oezbekistan), door de Oekraïense Anastasija Vasyljeva te verslaan. Tot op heden(april 2023) won zij twaalf ITF-titels, de meest recente in 2022 in Monastir (Tunesië).
Haar beste resultaat op de WTA-toernooien is het bereiken van de halve finale, op het toernooi van Tasjkent 2014, waaraan zij meedeed op basis van een wildcard. Hierdoor bereikte zij haar hoogste notering op de WTA-ranglijst: de 144e plaats, in september 2014.

### Dubbelspel
Abduraimova was in het dubbelspel minder actief dan in het enkelspel. Zij debuteerde in 2008 op het WTA-toernooi van Tasjkent, samen met landgenote Shahroda Hatamova – zij bereikten er de tweede ronde. Zij stond in 2009 voor het eerst in een finale, op het ITF-toernooi van Gaziantep (Turkije), geflankeerd door de Australische Jade Hopper – hier veroverde zij haar eerste titel, door het duo Diāna Marcinkēviča en Joeliana Oemanets te verslaan. Tot op heden(april 2023) won zij zestien ITF-titels, de meest recente in 2022 in Monastir (Tunesië).
Haar beste resultaat op de WTA-toernooien is het bereiken van de halve finale, op het Premier-toernooi van Moskou 2018 samen met Russin Anna Kalinskaja.
Haar hoogste notering op de WTA-ranglijst is de 175e plaats, die zij bereikte in september 2017.

### Tennis in teamverband
In de periode 2010–2021 maakte Abduraimova deel uit van het Oezbeekse Fed Cup-team – zij vergaarde daar een winst/verlies-balans van 25–29.

## Posities op deWTA-ranglijst
Positie per einde seizoen:
| jaar | rang enkelspel | rang dubbelspel |
| ---- | -------------- | --------------- |
| 2009 | 604            | 631             |
| 2010 | 458            | 573             |
| 2011 | 417            | 192             |
| 2012 | 346            | 374             |
| 2013 | 214            | 381             |
| 2014 | 160            | 200             |
| 2015 | 206            | 346             |
| 2016 | 178            | 203             |
| 2017 | 284            | 228             |
| 2018 | 401            | 245             |
| 2019 | 562            | 401             |
| 2020 | 546            | 442             |
| 2021 | 354            | 365             |
| 2022 | 192            | 232             |

## Palmares

### Gewonnen ITF-toernooien enkelspel
| nr. | finale     | toernooi   | dotatie | ondergrond    | tegenstandster in finale | score          |
| --- | ---------- | ---------- | ------- | ------------- | ------------------------ | -------------- |
| 01. | 2013-09-29 | Fergana    | $25.000 | hardcourt     | Anastasija Vasyljeva     | 2-6, 6-1, 7-6  |
| 02. | 2014-06-15 | Fergana    | $25.000 | hardcourt     | Nao Hibino               | 6-3, 6-4       |
| 03. | 2015-06-14 | Namangan   | $25.000 | hardcourt     | Anastasija Komardina     | 7-6, 6-2       |
| 04. | 2016-05-29 | Karuizawa  | $25.000 | gras          | An-Sophie Mestach        | 6-3, 7-5       |
| 05. | 2016-07-17 | Qujing     | $25.000 | hardcourt     | Liu Fangzhou             | 7-5, 6-3       |
| 06. | 2017-09-17 | Batoemi    | $25.000 | hardcourt     | Anna Kalinskaja          | 3-6, 6-4, 6-3  |
| 07. | 2018-06-24 | Fergana    | $25.000 | hardcourt     | Anastasia Frolova        | 6-3, 2-0, opg. |
| 08. | 2019-12-08 | Nonthaburi | $15.000 | hardcourt     | Lee Pei-chi              | 6-1, 1-6, 6-3  |
| 09. | 2021-02-25 | Moskou     | $15.000 | gravel        | Maria Sjoesjarina        | 6-1, 6-1       |
| 10. | 2021-10-31 | Karaganda  | $25.000 | hardcourt (i) | Viktória Morvayová       | 6-7, 6-3, 6-1  |
| 11. | 2022-01-30 | Monastir   | $25.000 | hardcourt     | Han Na-lae               | 6-3, 4-6, 7-6  |
| 12. | 2022-05-01 | Monastir   | $25.000 | hardcourt     | Yvonne Cavallé Reimers   | 3-6, 6-2, 6-2  |

### Gewonnen ITF-toernooien dubbelspel
| nr. | finale     | toernooi  | dotatie | ondergrond    | partner             | tegenstandsters in finale                 | score             |
| --- | ---------- | --------- | ------- | ------------- | ------------------- | ----------------------------------------- | ----------------- |
| 01. | 2009-07-11 | Gaziantep | $10.000 | hardcourt     | Jade Hopper         | Diāna Marcinkēviča Joeliana Oemanets      | 6-3, 6-7, [13-11] |
| 02. | 2010-11-07 | Antalya   | $10.000 | hardcourt     | Marta Sirotkina     | Joelija Samoeseva Jekaterina Jakovleva    | 3-6, 6-1, [10-7]  |
| 03. | 2011-03-26 | Namangan  | $25.000 | hardcourt     | Albina Khabibulina  | Jekaterina Bytsjkova Marina Sjamajko      | 4-6, 7-6, [10-8]  |
| 04. | 2011-04-23 | Qarshi    | $10.000 | hardcourt     | Albina Khabibulina  | Anna Shkudun Jekaterina Jasjina           | 6-1, 6-2          |
| 05. | 2011-07-30 | Fergana   | $25.000 | hardcourt     | Albina Khabibulina  | Elizaveta Nemchinov Anastasiya Prenko     | 6-3, 6-3          |
| 06. | 2012-10-28 | Seoel     | $25.000 | hardcourt     | Venise Chan         | Kim Ji-young Yoo Mi                       | 6-4, 2-6, [12-10] |
| 07. | 2013-11-09 | Istanbul  | $50.000 | hardcourt (i) | Maria Elena Camerin | Tadeja Majerič Andreea Mitu               | 6-3, 2-6, [10-8]  |
| 08. | 2015-06-05 | Andizan   | $25.000 | hardcourt     | Hiroko Kuwata       | Veronika Koedermetova Ksenia Lykina       | 4-6, 7-6, [11-9]  |
| 09. | 2016-04-16 | Istanbul  | $50.000 | hardcourt     | Barbora Štefková    | Valentina Ivachnenko Lidzija Marozava     | 6-4, 1-6, [10-6]  |
| 10. | 2017-06-24 | Fergana   | $25.000 | hardcourt     | Anastasia Frolova   | Ksenia Lykina Sabina Sharipova            | 7-6, 7-5          |
| 11. | 2018-04-27 | Qarshi    | $25.000 | hardcourt     | Anastasia Frolova   | Anastasija Gasanova Jekaterina Jasjina    | 7-6, 6-1          |
| 12. | 2019-06-09 | Fergana   | $25.000 | hardcourt     | Berfu Cengiz        | Isabella Bozicevic Ksenija Laskoetova     | 4-6, 6-1, [10-3]  |
| 13. | 2021-06-06 | Kazan     | $25.000 | hardcourt     | Angelina Gaboejeva  | Iryna Sjymanovitsj Shalimar Talbi         | 6-2, 7-6          |
| 14. | 2021-08-29 | Almaty    | $25.000 | hardcourt     | Darja Misjina       | Sabina Sharipova Stéphanie Visscher       | 4-6, 6-4, [10-3]  |
| 15. | 2021-11-28 | Kazan     | $15.000 | hardcourt (1) | Jekaterina Reyngold | Jekaterina Maklakova Aleksandra Pospelova | 6-2, 6-7, [12-10] |
| 16. | 2022-05-01 | Monastir  | $25.000 | hardcourt     | Hiroko Kuwata       | Paige Mary Hourigan Valerija Savinych     | 6-1, 3-6, [12-10] |